# K-Gruppe

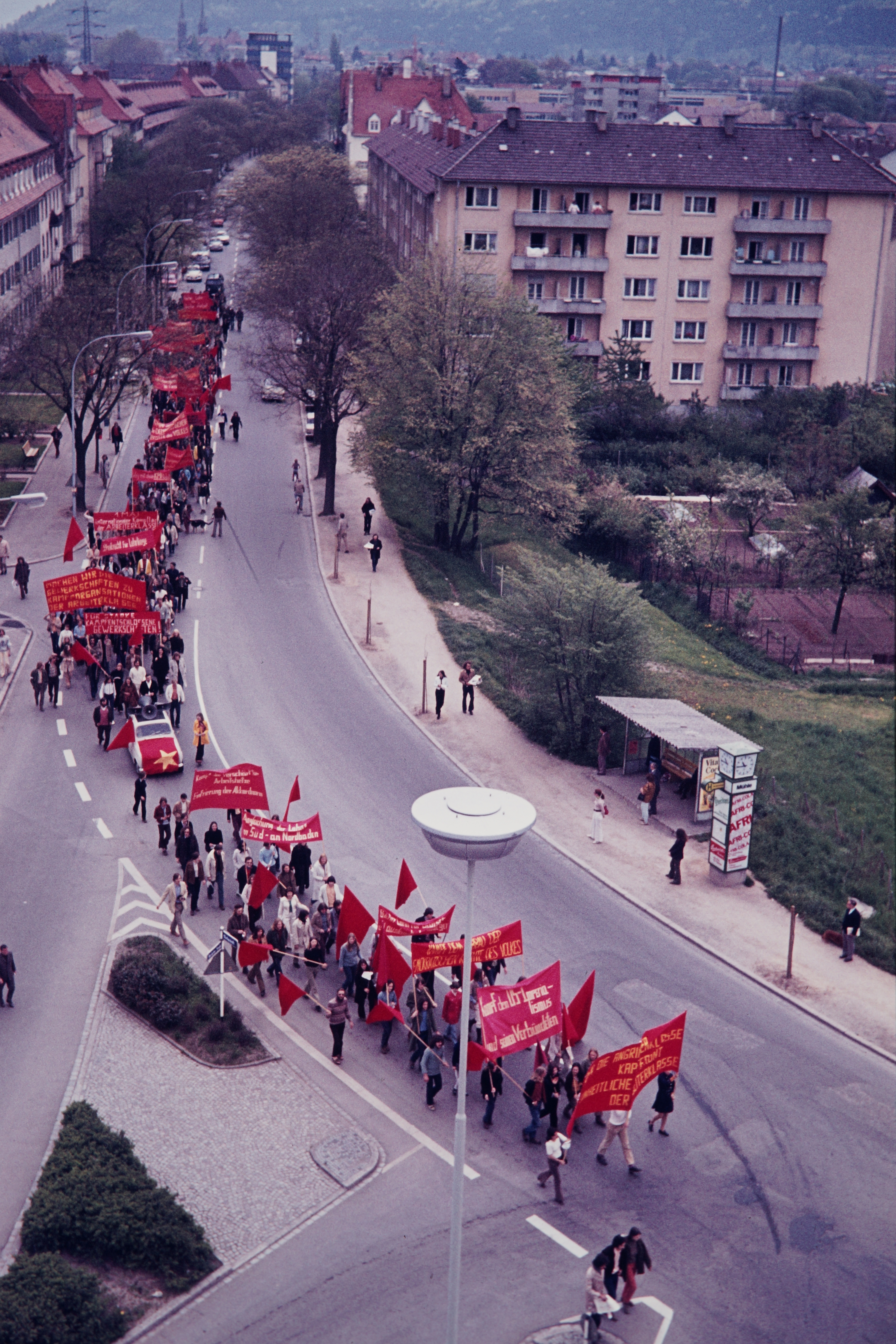
K-Gruppe in Freiburg bei einer Maidemonstration (1. Mai 1972)

Als K-Gruppen bezeichnete man ursprünglich die maoistisch orientierten Kleinparteien und Gruppierungen, die mit dem Zerfall des Sozialistischen Deutschen Studentenbundes (SDS) und dem damit einhergehenden Niedergang der Studentenbewegung der 1960er-Jahre in Westdeutschland entstanden. Sie spielten vor allem in der ersten Hälfte der 1970er-Jahre eine Rolle innerhalb der Neuen Linken in Westdeutschland. Die Bezeichnung „K-Gruppe“ wurde hauptsächlich von konkurrierenden linken Gruppierungen sowie in den Medien benutzt. Er diente als Sammelbezeichnung für die zahlreichen oft heftig zerstrittenen Gruppierungen und spielte auf deren gemeinsames Selbstverständnis als kommunistische Kaderorganisationen an.
Bundesweit relativ einflussreiche  Gruppierungen im außerparlamentarischen Milieu der Politischen Linken waren vor allem die Kommunistische Partei Deutschlands/Marxisten-Leninisten (KPD/ML) mit ihren zahlreichen Abspaltungen, die KPD/AO, später KPD sowie der Kommunistische Bund Westdeutschland (KBW). Regionale Bedeutung besaßen darüber hinaus der Kommunistische Bund (KB) in Norddeutschland, der Kommunistische Arbeiterbund Deutschlands (KABD) im Südwesten und in Nordrhein-Westfalen sowie der Arbeiterbund für den Wiederaufbau der KPD (AB) in Bayern.
Mitte der 1970er-Jahre zählten die verschiedenen K-Gruppen nach Verfassungsschutzangaben insgesamt rund 15.000 Mitglieder. Nach dem Tod ihrer ideologischen Leitfigur Mao Zedong 1976 verloren sie jedoch rasch an Bedeutung. Zahlreiche Aktivisten schlossen sich in der Folgezeit der sich neu formierenden Friedens- und Umweltbewegung und der daraus hervorgegangenen Partei Die Grünen an. Maoistische Aktivisten aus Betriebsinterventionen und Fabrikgruppen, die zunächst auf die unmittelbare Revolution gehofft hatten, engagierten sich nun langfristig in Betriebsräten und Gewerkschaften. Lediglich die Parteigründung der Marxistisch-Leninistische Partei Deutschlands 1982 hat sich dauerhaft etabliert. 
Ursprünglich nicht zu den K-Gruppen gezählt wurden trotzkistische Gruppierungen, die am osteuropäischen Realsozialismus orientierte DKP und die West-Berliner SEW. Heute wird der Begriff in den Medien jedoch zuweilen etwas unscharf als Sammelbezeichnung für sämtliche sozialistisch oder kommunistisch ausgerichtete Kleinparteien und Organisationen jenseits der Parteien Die Linke und der SPD verwendet.

## Entwicklung der „historischen“ K-Gruppen

### Wurzeln in der Studentenbewegung
Die „historischen“ K-Gruppen entstanden ab etwa 1968, gegen Ende der Hochphase der Studentenbewegung der 1960er Jahre. Die meisten gingen aus verschiedenen Strömungen und regionalen Gruppen des zerfallenden Sozialistischen Deutschen Studentenbundes (SDS) hervor. Obwohl sie sich intensiv um Lehrlinge, Arbeiter und insbesondere um Altmitglieder der 1956 verbotenen KPD bemühten, blieben die meisten K-Gruppen von Studenten und Intellektuellen geprägt.
Als kennzeichnend für viele K-Gruppen galt ein elitärer Habitus ihrer Mitglieder. Anders als von der Studentenbewegung wurde von ihnen oft eine asketische Lebensweise propagiert. In kultureller Hinsicht orientierten sich die K-Gruppen oft an der Arbeiterliteratur der Weimarer Republik, am chinesischen sozialistischen Realismus oder an albanischer Folklore.
Einer These Gunnar Hincks zufolge war die Übernahme autoritärer Macht- und Unterwerfungstechniken durch Kinder mit bürgerlichem Hintergrund oft bedingt durch familiale Brüche der Kriegs- und Nachkriegszeit und eine Orientierungszeit, die ein starkes Bedürfnis nach Anerkennung und Gruppenzugehörigkeit bis hin zum Sektierertum entstehen ließen.

### Ideologische Vorbilder
Nahezu alle K-Gruppen sahen sich als legitime Erben der historischen KPD an. Einig waren sie sich zudem in ihrer Ablehnung des osteuropäischen Kommunismus seit der Entstalinisierung ab 1956, den sie als „revisionistisch“ verwarfen. Stattdessen bezogen sie sich zumeist auf das chinesische Sozialismusmodell Mao Zedongs bzw. auf die Sowjetunion vor der Entstalinisierung. Nach dem Tod Maos und dem damit verbundenen Kurswechsel Chinas orientierten sich einige Gruppen zeitweise auch an Albanien unter Enver Hoxha oder dem Regime der Roten Khmer in Kambodscha.
Zwar erhoben alle K-Gruppen für sich den Anspruch, den von Karl Marx und Friedrich Engels begründeten und von Lenin ausdifferenzierten Marxismus zu vertreten oder diesen in der Gegenwart angemessen weiterzuentwickeln. Aber die Geister schieden sich stets an der Frage, welche der damaligen kommunistischen Richtungen, Führungspersönlichkeiten und Staaten die Linie des wahren Marxismus und der früheren KPD vertrat, zwischen den einzelnen K-Gruppen oder auch innerhalb von ihnen. Dabei kam es zu für Außenstehende oft nur schwer nachvollziehbaren Kontroversen, Abspaltungen und Neugründungen, wobei die eine Gruppe genau das als „revisionistisch“ ablehnte, was die andere ihrerseits als wahren Weg zum Kommunismus favorisierte. Von Kritikern wurde und wird den K-Gruppen daher oftmals eine Tendenz zur ideologischen „Selbstzerfleischung“ und politisches Sektierertum vorgeworfen. Zwar gab es auch Versuche, gemeinsame Inhalte in den Vordergrund zu stellen und die Zersplitterung untereinander zu überwinden. Vereinzelt kam es dabei sogar zur Zusammenarbeit mit früher heftig abgelehnten trotzkistischen Gruppen, so etwa bei der Gründung der VSP (Vereinigte Sozialistische Partei) 1986. Zu diesem Zeitpunkt hatten die K-Gruppen allerdings bereits massiv an Bedeutung verloren.

### Verbotsforderungen
Die CDU forderte, K-Gruppen zu verbieten. Das Verbot sollte den Kommunistischen Bund Westdeutschlands (KBW), die Kommunistische Partei Deutschlands (KPD) und die KPD/ML betreffen. Begründet wurde der Vorstoß unter anderem damit, dass die K-Gruppen die Nahtstelle zum Terrorismus seien.

### Übergang in die neuen sozialen Bewegungen und zu den Grünen
Keine der damaligen K-Gruppen konnte unmittelbar einen nennenswerten politischen Einfluss auf Bundes- oder Länderebene in Westdeutschland gewinnen. Vereinzelt hatten K-Gruppen-Funktionäre Einfluss in Betriebsräten und einigen Gewerkschaften. Eine bedeutendere Rolle spielten einige K-Gruppen in den 1970er Jahren in den Studentenvertretungen größerer Universitäten. Auch bei den Aktivitäten von Teilen der Neuen Sozialen Bewegungen, etwa der Umweltbewegung, der Friedensbewegung oder der antiimperialistischen Bewegung, brachten Vertreter von K-Gruppen ihre Inhalte ein.
Über diese Bewegungen fanden zahlreiche ehemalige Aktivisten später eine neue politische Heimat bei den Grünen,  so zum Beispiel Winfried Kretschmann, Ralf Fücks, Winfried Nachtwei, Krista Sager, Joscha Schmierer (Kommunistischer Bund Westdeutschland) oder Jürgen Trittin (Kommunistischer Bund). Antje Vollmer war Mitglied in der Liga gegen den Imperialismus. Vereinzelt fanden frühere K-Gruppen-Mitglieder aber auch zur SPD (Ulla Schmidt) oder – ab 1990 – zur PDS (Andrea Gysi).

## Übersicht

### K-Gruppen in der Bundesrepublik Deutschland (nach Gründungsjahr)
- Marxistisch-Leninistische Partei Deutschlands – 1965–1968
- Freie Sozialistische Partei (Marxisten-Leninisten) (FSP (ML)) – 1967 bis 1968
- Kommunistische Partei Deutschlands/Marxisten-Leninisten (KPD/ML) – 1968 bis 1986
- Kommunistische Partei Deutschlands (Aufbauorganisation) (KPD/AO), später KPD – 1970 bis 1980
- Kommunistischer Bund (KB) – 1971 bis Juni 1991, vor allem in Norddeutschland aktiv
- Kommunistischer Arbeiterbund Deutschlands (KABD) – 1972 bis 1982, danach in der MLPD aufgegangen
- Arbeiterbund für den Wiederaufbau der KPD (AB) – seit 1973
- Kommunistischer Bund Westdeutschland (KBW) – Juni 1973 bis Anfang 1985 (Selbstauflösung)
- Marxisten-Leninisten Deutschland (MLD) – 1976 bis 1981, fiel vor allem durch nationalistische Parolen und Wahlaufrufe für die CSU auf
- Volksfront gegen Reaktion, Faschismus und Krieg (VOLKSFRONT) – 1979 bis Anfang 1990er Jahre: Aus der KPD/ML hervorgegangene Partei, die im Bundestagswahlkampf 1980 v. a. eine Bundeskanzlerschaft von Franz Josef Strauß (CSU) verhindern wollte
- Bund Westdeutscher Kommunisten (BWK) – September 1980 aus einer Abspaltung vom KBW hervorgegangen, im März 1995 Selbstauflösung als Partei
- Marxistisch-Leninistische Partei Deutschlands (MLPD) – seit 1982, aus dem KABD hervorgegangen
- Vereinigte Sozialistische Partei (VSP) – 1986 bis Mitte 1990er Jahre, ging aus der Vereinigung von KPD/ML mit der trotzkistischen Gruppe Internationaler Marxisten (GIM) hervor.

### K-Gruppen in Österreich (nach Gründungsjahr)
- Marxisten-Leninisten Österreichs (MLÖ) – 1966–1967, Abspaltung von KPÖ, siehe MLPÖ:
- Marxistisch-Leninistische Partei Österreichs (MLPÖ) – seit 1967, umbenannte Mehrheitsströmung der MLÖ; gibt die 1963 gegründete Zeitschrift "Rote Fahne" heraus.
- Vereinigung revolutionärer Arbeiter Österreichs (VRA) – 1968 von MLÖ-Minderheit gegründet, seit 2000 nicht mehr aktiv, gab bis 2000 die Zeitschrift "Für die Volksmacht" heraus.
- Kommunistischer Bund Österreichs (KBÖ) – 1976–1981, politische Wochenzeitung "Klassenkampf", monatliche Theoriezeitschrift "Kommunist"; Partnerorganisation des KBW
- Kommunistische Aktion – marxistisch-leninistisch (KOMAK-ML) – 2002–2007, aus Zusammenschluss von Kommunistische Aktion, Initiative Marxist/innen-Leninist/innen und Wiener Anhängern von Bolsevik Partizan entstandene Kleingruppe, gab vierteljährlich die "Proletarische Rundschau" heraus.
- Kommunistische Initiative (KI) – seit 2005 bestehende, orthodox-marxistische Abspaltung von der KPÖ.
- IA.RKP (Initiative für den Aufbau einer Revolutionär Kommunistischen Partei) im Dezember 2007 aus der Umbenennung der KOMAK-ML auf ihrer 7. Konferenz entstanden. Ebenfalls umbenannt wurde die Zeitschrift in "Proletarische Revolution", die etwa 5–6 Mal im Jahr in einem Umfang von ca. 50 Seiten erscheint.

### K-Gruppen in der Schweiz
- Kommunistische Partei der Schweiz/Marxisten-Leninisten (KPS/ML)
- Daneben existierten weitere maoistische Parteien und Organisationen, die aber nicht von der Kommunistischen Partei Chinas anerkannt wurden

### Ähnliche Organisationen in weiteren Ländern
Auch in anderen Staaten Westeuropas wie auch Nordamerikas, in denen es in den 1960er Jahren linke außerparlamentarische Studentenbewegungen gab, traten und treten den deutschen K-Gruppen in inhaltlicher und struktureller Hinsicht vergleichbare Gruppen und Splitterparteien auf, die untereinander ebenfalls ideologisch zerstritten waren.
In einigen Ländern (Italien, Belgien, Österreich) entstanden bereits ab etwa 1963 maoistische Parteien als Abspaltungen von den moskauorientierten Kommunistischen Parteien.
- Kommunistische Partei Islands (Marxisten-Leninisten), Island 1976–1980 (1972–1985)
- Kommunistischer Bund Luxemburg, Luxemburg 1972–1980
- AMADA/Partij van de Arbeid, Belgien (1970-heute)
- Marxistisch-Leninistische Partij Nederland, Niederlande 1970–1980
- Kommunistische Eenheidsbeweging Nederland KEN (ml), Niederlande 1970–1981
- Arbeidernes kommunistparti, Norwegen 1973–2007
- Movimento Marxista-Leninista di San Marino

## K-Gruppen im Verhältnis zu etablierten Kommunistischen Parteien
Die gesellschaftspolitische Erscheinung der K-Gruppen war relativ unabhängig von der Existenz etablierter und einflussreicher sozialistischer und kommunistischer Parteien, wie es vor allem in Westeuropa etwa in Italien oder Frankreich und einigen anderen Ländern der Fall war, in denen große Kommunistische Parteien als Vertreter des den Pluralismus anerkennenden Eurokommunismus als relativ starke politische Kraft bis heute in den jeweiligen nationalen Parlamenten vertreten sind.

## Assoziative Abwandlungen in Bezug zur CDU
In Anspielung auf die Eigenschaft der K-Gruppen als eingeschworene Zirkel wurde der Begriff in Westdeutschland auch auf andere, den originären K-Gruppen ideologisch entgegengesetzte politische Zusammenhänge übertragen. So wurden in den 1970er/1980er Jahren zeitweilig die Zirkel um Jungpolitiker des rechten Flügels der CDU, deren Nachname mit dem Buchstaben K beginnt, in den Medien mehrfach als K-Gruppe bezeichnet. So beispielsweise ein informelles Netzwerk um den (West-)Berliner CDU-Politiker Peter Kittelmann (mit Dankward Buwitt, Eberhard Diepgen, Klaus Finkelnburg, Wighard Härdtl, Jürgen Klemann, Klaus-Rüdiger Landowsky, Heinrich Lummer, Peter Radunski, Peter Raue, Gero Pfennig, Wulf Schönbohm, Heinz-Viktor Simon und Jürgen Wohlrabe) oder um den späteren hessischen Ministerpräsidenten Roland Koch.